# دوايت والتون
دوايت والتون هو مدرب كرة سلة كندي، ولد في 25 مارس 1965 في مونتريال في كندا.

## وصلات خارجية
- دوايت والتون على موقع الاتحاد الدولي لكرة السلة (الإنجليزية)
- دوايت والتون على موقع كرة السلة الأوروبية.كوم (الإنجليزية)
- دوايت والتون على موقع كلية كرة السلة في سبورتس رفرنس.كوم (الإنجليزية)
- دوايت والتون على موقع ريلجم (الإنجليزية)
- دوايت والتون على موقع بروبوليرز (الإنجليزية)
- دوايت والتون على موقع سبورتس رفرنس (الإنجليزية)
- دوايت والتون على موقع أوليمبيديا (الإنجليزية)